# アルグン川

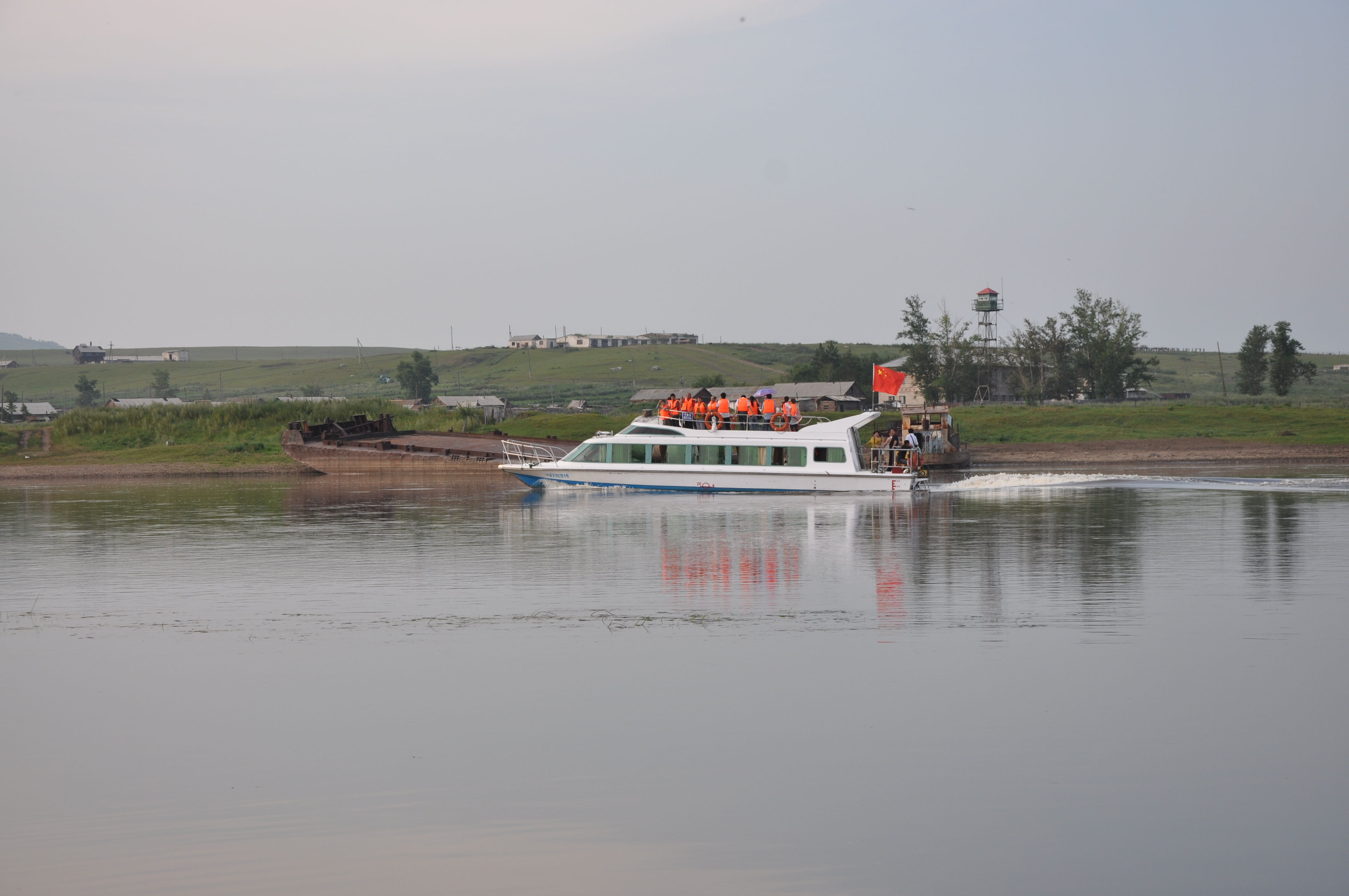
内モンゴルの室韋付近より撮影

アルグン川（アルグンがわ、Argun、ロシア語: Аргу́нь, モンゴル語: ᠡᠷᠬᠥᠨ᠎ᠠ
ᠭᠣᠣᠯ, Эргүнэ мөрөн, Ergüne mörön, 中国語: 額爾古納河、拼音: É'ěrgǔnà hé、満州語: ergune bira）は、ユーラシア大陸の北東部を流れる川で、シルカ川とならぶアムール川の大きな源流の一つである。アルグン川というロシア語名は、ブリヤート語の「ウルゲン・ゴル」（Urgengol, 「広い川」）に由来する。
上流はハイラル川と呼ばれる。長さは708キロメートル。内モンゴル自治区の大興安嶺山脈の西麓から発し、内モンゴル北端のフルンボイルを西へ流れる。ハイラル区で伊敏河を合わせ、牙克石市より下流では流れは緩やかになり川幅も広くなり、フルンボイル草原を蛇行する。
満州里市付近で、中国領のフルン湖からの流れを合わせてアルグン川となる。北東へ向きを変え、900キロメートル以上にわたりロシアと中国の国境を流れ、黒竜江省漠河市付近でシルカ川と合流し、アムール川となる。
満州里の下流にあり航路の中国側にある中州・ボリショイ島（中国名：阿巴該図島、アバガイト島）は1929年にソ連軍が占領して以来長年中ソ・中露の国境紛争の焦点の一つであったが、2004年の国境協定で中国・ロシア間で二等分することになった。

## 支流
アルグン川水系には、ハイラル川のほかに伊敏河、根河(ru)、貝爾茨河などの支流を含む。これらは大興安嶺山脈の西側から流れてきた川である。またフルン湖は通常は川が流れ込むだけで出口のない湖であるが、水量の多い年には湖水が北部の湿地帯からあふれ出しアルグン川に流入する。呼倫湖には、モンゴル北東部のヘンテイ山脈（Khentii Mountains）を源流としモンゴル国内を流れてきたヘルレン川（克魯倫河）、中国・モンゴル国境のブイル湖から流れてきたオルチュン川（モンゴル語: Орчун гол）が流入する。ブイル湖の上流は中国・モンゴル国境をなすハルハ川（哈拉哈河）である。